# Csurka István
Csurka István (Budapest, 1934. március 27. – Budapest, 2012. február 4.) kétszeres József Attila-díjas író, dramaturg, politikus. Irodalmi munkásságát elsősorban drámaíróként folytatta. A rendszerváltás hajnalán a monori találkozó vitaindító előadását ő tartotta „Új magyar önépítés” címmel, illetve aktívan részt vett a lakiteleki találkozó munkájában is, a Magyar Demokrata Fórum egyik alapítója volt. 1993-ban kizárták az MDF-ből, ekkor megalapította a Magyar Igazság és Élet Pártját, amelynek haláláig elnöke volt. 1990–1994 között az MDF, majd 1998–2002 között a MIÉP színeiben országgyűlési képviselő volt. Csurka Péter újságíró fia, és Csurka László színművész bátyja.

## Életpályája

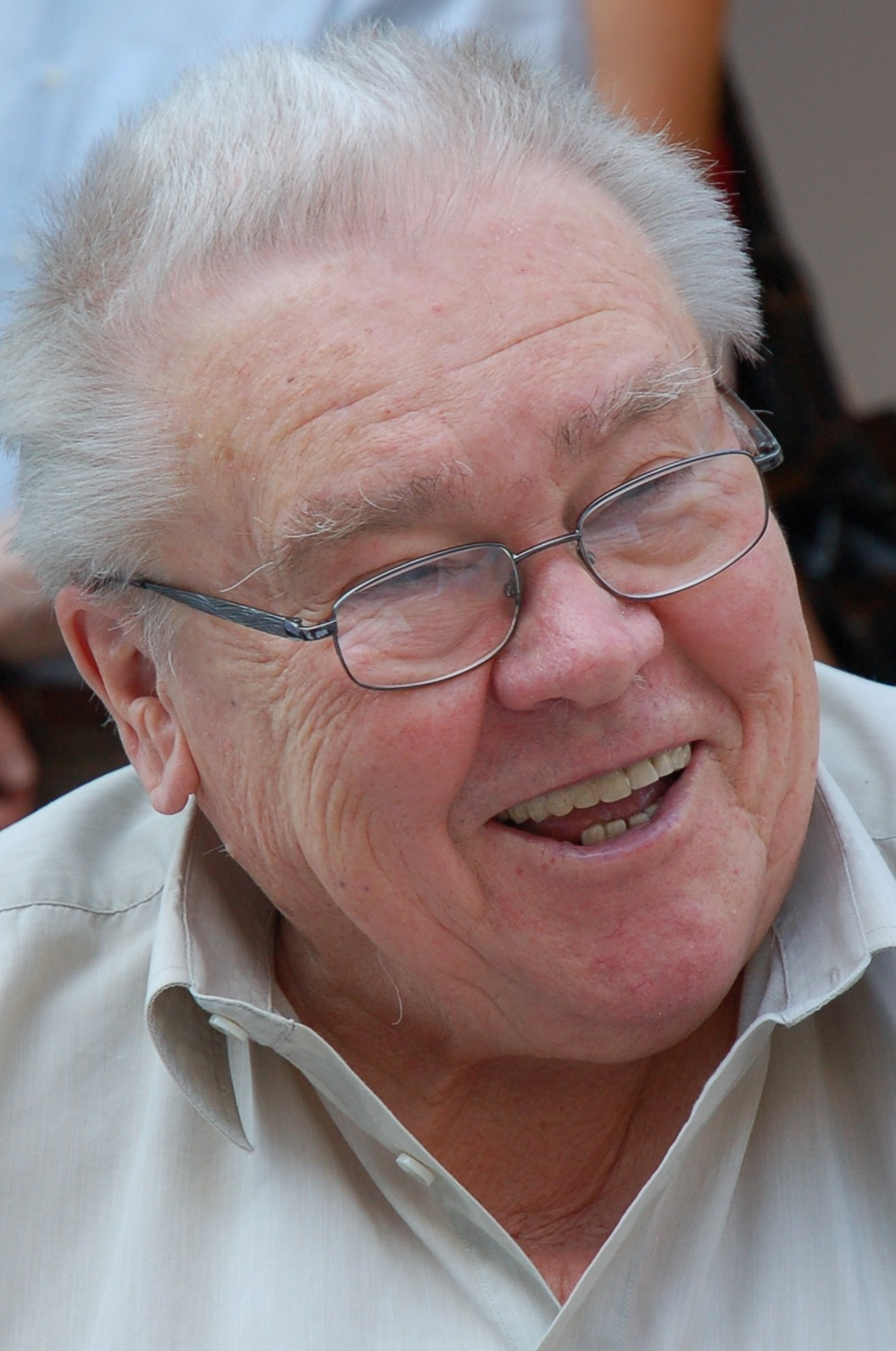
Az Ünnepi Könyvhéten Budapesten, 2011-ben

Békésen, a Szegedi Kis István Református Főgimnáziumban érettségizett 1952-ben, 1957-ben a Színház- és Filmművészeti Főiskola dramaturgia szakán diplomázott. Az 1956-os forradalom alatt a főiskolai nemzetőrség vezetője volt, ami miatt fél évre a Kistarcsai Központi Internálótáborba zárták, majd 1957 augusztusában, Raszkolnyikov fedőnéven, beszervezték III/III-as ügynöknek. A kilencvenes évek elején - miután Antall József az MDF frakció zárt ülésén tett arra vonatkozó utalást, hogy a belső ellenzékében egykori állambiztonsági ügynökök is vannak - az elsők között tárta a nyilvánosság elé ügynökmúltját. Állítása szerint a beszervezési nyilatkozatot az internálás során, kényszer hatására írta alá, és soha nem írt jelentést. Az átvilágítások eredményei és a levéltárakban fellelhető dokumentumok szerint az együttműködés teljes hiánya miatt alkalmatlannak nyilvánították.
Szabadfoglalkozású íróként dolgozott. 1956-ban adták ki első elbeszéléskötetét, a Tűzugratást. 1973-tól 1986-ig a Magyar Nemzetbe írt tárcákat.
1985-ben részt vett a magyar politikai ellenzék monori tanácskozásán. 1987-ben részt vett az MDF megalapításában, 1988-tól a párt elnökségi tagja, 1991–92-ben alelnök.
1988–1989 között tagja volt a Hitel című folyóirat szerkesztőbizottságának, 1989-90-ben a Magyar Fórum főszerkesztője, a hetilap 1991. januári újraindulásától a szerkesztőbizottság elnöke, a Magyar Fórum Kft. ügyvezető igazgatója volt.
1992. augusztus 20-án a Magyar Fórumban megjelentette Néhány gondolat a rendszerváltás két esztendeje és az MDF új programja kapcsán című írását, amelyben kritizálta a kormány politikáját, és bizonyos társadalmi folyamatokat. Az emlékezetes dolgozat miatt számos támadás érte, és az MDF más vezetőivel is ellentétbe került. 1992 szeptemberében létrehozta a Magyar Út Alapítványt. 1993. január 22-én, az MDF VI. országos gyűlésén az MDF elnökségi tagjainak választásán kevesebb szavazatot kapott, mint Antall József a párt elnöki tisztségére. Május 26-án részvételével az MDF-en belül megalakult a Magyar Igazság Nemzetpolitikai Csoport, azokból akik nem szavazták meg az ukrán-magyar alapszerződést, és ugyanezen a napon megalapította a Magyar Út Körök mozgalmat. Az ellentét közte és az MDF más vezetői között egyre fokozódott, végül 1993. június 5-én az MDF Országos Választmánya kizárta a pártból.
1993. júniusban a Magyar Igazság Nemzetpolitikai Csoportot és a Magyar Út Köröket felhasználva megalapította a Magyar Igazság és Élet Pártját, melynek haláláig elnöke volt, és a párt parlamenti tagsága alatt frakcióvezetője is volt 1998–2002 között. 
2006-ban pártja a Jobbik Magyarországért Mozgalommal közösen indult az országgyűlési választásokon Harmadik Út néven, ám a koalíció nem tudott bejutni a Parlamentbe (2,3%-ot értek el).
2012. február 18-án temették el a Fiumei úti sírkert ’56-os hősök parcellájába. Temetésén több ezer ember és számos neves politikus, író és művész jelent meg. Sírjának képe.

### Családja
Édesanyja Bodnár Erzsébet, édesapja Csurka Péter (1894–1964), aki publicista volt. Apja első házasságából született féltestvére ifj. Csurka Péter, édestestvére Csurka László színművész (1936–2020).
1957-től felesége Kladek Anna volt, közös gyermekük: Csurka Endre. 1969-ben között házasságot Borsányi Klára, lányaik: Csurka Eszter (1969–) és Csurka Dóra (1973–).
Utolsó éveiben élettársa Papolczy Gizella volt.

## Politika
Az elnöklete alatt álló MIÉP (az akkori parlamenti pártok közül egyedül) ellenezte a NATO-ba és az Európai Unióba való belépést; támogatta a státustörvényt. Az USA-t ért terrortámadások után részvétét fejezte ki az áldozatok iránt, de rámutatott arra, hogy a terrorcselekmények egyik lehetséges kiváltója éppen az USA politikája. A parlamentben ennek megfelelően nem támogatta a magyar katonák részvételét az Afganisztán elleni hadjáratban. Kezdeményezte Izrael elítélését a palesztinokkal szembeni fellépései miatt.
| „                  | A végső cél a magyarság kipusztítása. Nem fegyverrel, nem mérges gázzal, hanem pénzügyi politikával, életlehetőségeink elvonásával, mert kell a hely a másoknak. Ez a kor, amelyben élünk különösen az, ami ránk következik a jövendő században a Népvándorlás kora. A színes bőrű, mérhetetlen szegénységben élő, de viharosan szaporodó népek keletről nyugatra, délről északra vándorolnak. A nemzetközi nagytőke és a bankok elősegítik ezt a népvándorlást, mert ez az érdekük. Az USA a NATO-n keresztül már beérkezett Európa közepébe, és most a saját igényeinek megfelelően néplerakatot akarnak csinálni Európa és Oroszország között. Erre pillanatnyilag sajnos Magyarország a legalkalmasabb, mert kasztja – kormányai régen elárulták. A trianoni határok között Magyarországon húszmillió ember is elfér, de belátható időn belül ebből csak hétmillió lesz a magyar és négymillió cigány, a többi kilenc pedig mindenféle vegyes, akkor Magyarország nemzetközi néplerakat lesz itt a Kárpát-medence közepén, nagyjából ugyanannak a nemzetközi kozmopolita rétegnek a vezetése alatt, mint ma. Nagyon keserű lesz akkor magyarnak születni. Megbélyegzettség, üldözés, megszégyenítés és a teljes Magyar történelem eltagadása lesz az osztályrészünk. Nyelvünk helyén vartyogást hallhatunk. | ” |
| – 1998. február 8. | |   |

Támadta a Magyar Nemzeti Bank vezetését, mert szerinte Surányi György vezetése idején „idegen érdekeket” szolgált az intézmény. A MIÉP támogatja a trianoni határok békés revízióját, és erősen elítéli az eddigi magyar kormányok „nemzetpusztító politikáját”, amely szerintük részben a külpolitikában nyilvánul meg, részben pedig olyan belpolitikai döntésekben, mint a „túlzott és teljességgel ellenőrizetlen privatizáció”, illetve az abortusz legalizálása.

## Irodalmi munkássága

### Novellák, regények, publicisztika
- Hamis tanú (regény, 1959)

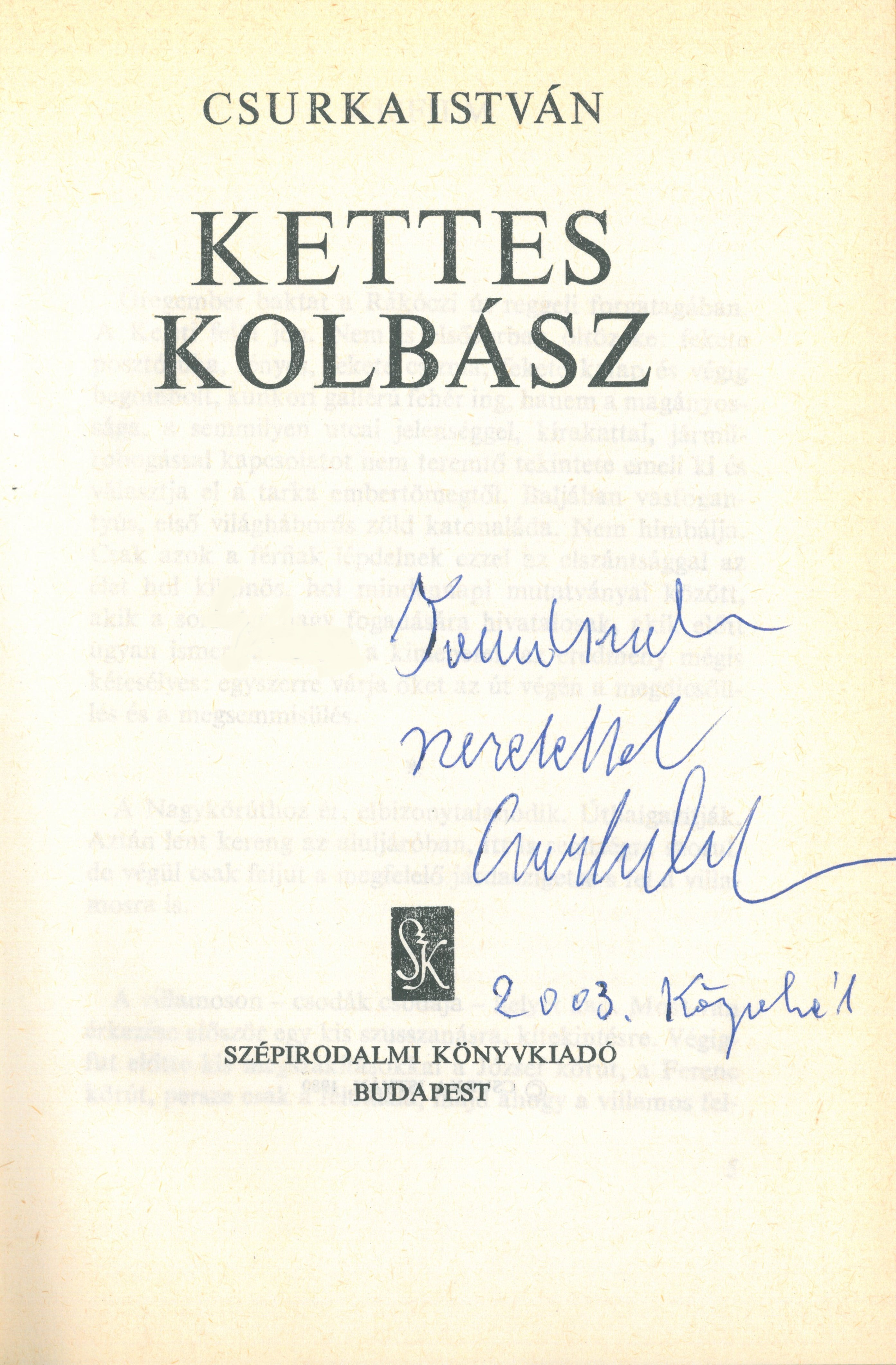
A Kettes kolbász dedikált címlapja

- Százötös mellék (novelláskötet, 1964)
- A ló is ember (novelláskötet, 1968)
- Nász és pofon (novelláskötet, 1969)
- Kint az életben (novelláskötet, 1972)
- A kard (filmnovella, 1983)
- A csodaló (kisregények, 1983)
- Színleírás. Tárcák, novellák, elbeszélések; Magvető, Bp., 1984
- Dagonyázás; Magvető, Bp., 1985 (Rakéta Regénytár)
- Az elfogadhatatlan realitás. Esszék, előadások; Püski, New York, 1986
- A magyarság esélyei. A tanácskozás jegyzőkönyve. Lakitelek, 1987. szeptember 27.; szerk. Biró Zoltán, Csurka István, Für Lajos; s.n., Bp., 1987
- Közép-Európa hó alatt. Esszék, előadások; Püski–SMIKK, New York–Zürich, 1988
- Vasárnapi menü. Tárcák és novellák; Magvető, Bp., 1989
- Vasárnapi jegyzetek. A Kossuth Rádió Vasárnapi Újságjában 1987 és 1991 augusztusa között elhangzott jegyzetek; Püski–Magyar Fórum, Bp., 1991
- Új magyar önépítés. Politikai írások és előadások. Nagy László emlékezetére; Püski–Magyar Fórum, Bp., 1991
- Néhány gondolat a rendszerváltozás két esztendeje és az MDF új programja kapcsán; Magyar Fórum Kft., Bp., 1992
- Keserű hátország. Tanulmányok; Magyar Fórum, Bp., 1993 (Magyar Fórum könyvek)
- Néhány gondolat és nyolc társgondolat; szerk. Csurka István; Magyar Fórum, Bp., 1993 (Magyar Fórum könyvek)
- Also sprach – Janosom Kisem / A médiaháború Soros fejezete; Magyar Fórum, Bp., 1994
- Nemzeti összefogás; Magyar Fórum, Bp., 1996 (Magyar Fórum könyvek)
- Hamis tanú és más regények; Püski, Bp., 1997
- Minden, ami van. Politikai írások és beszédek gyűjteménye, 1979-1998, 1-3.; összeáll. Szőcs Zoltán; Püski, Bp., 1998
- Sorsunk rétegei; Magyar Út Alapítvány, Bp., 1999 (Magyar Fórum könyvek)
- A mélység vándora. Elbeszélések, tárcák, karcolatok, 1-2.; Püski, Bp., 2000
- Tízből tíz. Néhány gondolat plazákról, szálláscsinálókról, Magyarország megszállásáról; Magyar Út Alapítvány, Bp., 2001
- Magyar szemmel. Válogatás a cikksorozatból; Magyar Út Alapítvány, Bp., 2001 (Magyar Fórum könyvek)
- Az áldozat imperializmusa; B-média Kft., Bp., 2004 (Magyar Fórum könyvek)
- A rend programja. A MIÉP szándékai, céljai, javaslatai a 2006-os országgyűlési választásokra; MIÉP, Bp., 2005
- Fesztiválkandúr; B-média Kft., Bp., 2005 (Magyar Fórum könyvek)
- Az esztéta; K. O.-média Kft., Bp., 2006 (Magyar Fórum könyvek)
- A Lámpás program; Ady Endre Sajtóalapítvány, Bp., 2007 (Magyar Fórum könyvek)
- Protest-song. A Csurkák négy nemzedéke; vál. Csurka István; Ady Endre Sajtóalapítvány, Bp., 2007 (Magyar Fórum könyvek)
- Őszi torna. A szerző válogatott írásai; Trikolor, Bp., 2008 (Örökségünk)
- Budapest – Baja – Tel-Aviv. Válogatott írások a Magyar Fórumból; Ady Endre Sajtóalapítvány, Budapest, 2009 (Magyar Fórum könyvek)
- Dr. Utólag visszaemlékezése; Ady Endre Sajtóalapítvány, Bp., 2010

### Drámák
- Ki lesz a bálanya (1962)
- Szájhős (1964)
- Moór és Paál (1965)
- Az idő vasfoga (1967)
- Deficit (1970)
- Döglött aknák (1971)
- Szék, ágy, szauna (1972)
- Eredeti helyszín (1976)
- Nagytakarítás (1977)
- Versenynap (1977)
- Házmestersirató (1980)
- Megmaradni. Dráma. Történik napjainkban; Csokonai, Debrecen, 1988
- Vizsgák és fegyelmik. Színművek és hangjátékok; Magvető, Bp., 1990
- A hatodik koporsó (2011)
- Írószövetségek harca (2011)
- Két dráma; A Művelt, Tájékozott Emberért Alapítvány–Magyar Fórum, Bp., 2011

### Megfilmesített művei
- Gálvölgyi János műsora (1989)
- Amerikai cigaretta (1977)
- A kard (1977)[22]
- Hét tonna dollár (1973)
- Miért rosszak a magyar filmek? (1964)

### Díjak
- József Attila-díj (1969, 1980)
- Alföld-díj (1980)
- Szkíta Aranyszarvas díj (2010)